# اداره

دفتر کار

دفتر یا اداره (به انگلیسی: Office) به‌طور کلی به مکانی اداری گفته می‌شود که در یک ناحیه تجاری قرار دارد و مردم و افرادی به عنوان وظیفهٔ فردی در آنجا کار می‌کنند.

## نگارخانه

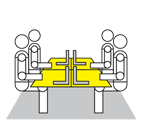
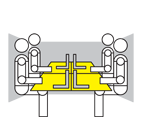
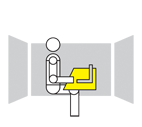